# Orvar Bäcksin
Johan Viktor Orvar Bäcksin, född den 8 juli 1892 i Göteborg, död där den 8 juli 1960, var en svensk jurist. 
Bäcksin avlade studentexamen i Göteborg 1911 och juris kandidatexamen vid Uppsala universitet 1916. Efter tingstjänstgöring under Göta hovrätt började han 1919 tjänstgöra i Svea hovrätt, där han blev tillförordnad fiskal 1920, extra ordinarie assessor 1921, ordinarie assessor 1922 och hovrättsråd 1930. Bäcksin utnämndes till revisionssekreterare 1932 (efter att ha varit tillförordnad 1926), blev 1935 ånyo hovrättsråd samt 1938 häradshövding i Flundre, Väne och Bjärke domsaga. År 1949 utnämndes han till lagman i Hovrätten för Västra Sverige. Han avgick med pension 1959. Bäcksin blev riddare av Nordstjärneorden 1933 och kommendör av andra klassen av samma orden 1948. Han vilar på Norra begravningsplatsen utanför Stockholm.